# Bobby Russell
Bobby Russell, född 19 april 1940 i Nashville, Tennessee, död 19 november 1992 i Nicholasville, Kentucky, var en amerikansk Sångare och låtskrivare.
Russell skrev flera hits som "The Night the Lights Went Out in Georgia" (en hit för hans fru Vicki Lawrence, som han var gift med mellan 1972 och 1974); "Used to Be" (från filmen Ung, vild och galen) och "Little Green Apples", som belönades med två Grammy Award 1968, för "årets låt" och för "årets Countrylåt", av "National Academy of Recording Arts and Sciences". Stikkan Anderson gjorde en svensk översättning av låten, "Gröna små äpplen", som både Jan Malmsjö och Monica Zetterlund spelade in. Russell skrev och spelade 1971 in en låt om en bakfull förortspappa vars barn lever rövare en lördagsmorgon, och den heter just "Saturday Morning Confusion".
Russell dog 1992 i Nicholasville, Kentucky av hjärtinfarkt. Han blev 52 år gammal.

## Diskografi
Album
- 1968 - Words, Music, Laughter and Tears
- 1969 - Bobby Russell Unlimited
- 1971 - Saturday Morning Confusion

Singlar
- 1966 -Friends and Mirrors
- 1967 - Dusty
- 1968 - 1432 Franklin Pike Circle Hero
- 1969 - Carlie
- 1969 - Then She's a Lover
- 1969 - Better Homes and Gardens
- 1970 - Our Love Will Rise Again
- 1971 - Saturday Morning Confusion
- 1973 - Mid American Manufacturing Tycoon